# ابروه ابجر (یمن)
 اَبروه  دهستان بزرگی از توابع استان اِب در کشور یمن و در شبه جزیره عربستان واقع می‌باشد. 
این دهستان در ناحیه (السبره) در قصبهٔ ذی سفال واقع می‌باشد.

## جمعیت
در حدود ۲۹۵۱ نفر جمعیت دارد، ساکنان این دهستان از پیروان مذهب مالکی و از پیروان امام مالک ابن انس می‌باشند.

## فقهاء واعلام ابروه
فقهاء واعلام و تاریخ نویسان برجسته‌ای از این دهستان برخاسته‌اند که مشهورترین آن‌ها عبارت‌اند از: احمد بن محمد البریهی متوفی در شهر آب. و فقیه و مورخ مشهور یمنی عبدالوهای بن عبدالرحمن البریهی صاحب کتاب (تاریخ الکبیر والصغیر) از اعیان سدهٔ دوم هجری قمری.

## منبع
- المقحفی، ابراهیم، احمد ، (مُعجَم المُدُن وَالقَبائِل الیَمَنِیَة) ، منشورات دار الحکمة، صنعاء، چاپ پنجم، وانتشار سال ۱۹۸۵ میلادی به (عربی).